# Paulina Boenisz
Paulina Boenisz (Varsavia, 28 settembre 1978) è una pentatleta polacca.

## Palmarès
In carriera ha conseguito i seguenti risultati:
- Mondiali:

Mosca 1997: argento nel pentathlon moderno staffetta a squadre.
Città del Messico 1998: oro nel pentathlon moderno a squadre e bronzo individuale.
Pesaro 2000: oro nel pentathlon moderno a squadre ed argento individuale.
Millfield 2001: argento nel pentathlon moderno individuale ed a squadre.
Mosca 2004: oro nel pentathlon moderno staffetta a squadre.
Varsavia 2005: bronzo nel pentathlon moderno a squadre.
Città del Guatemala 2006: oro nel pentathlon moderno a squadre e staffetta a squadre.
Berlino 2007: argento nel pentathlon moderno staffetta a squadre.
Budapest 2008: oro nel pentathlon moderno a squadre e bronzo staffetta a squadre.
Londra 2009: bronzo nel pentathlon moderno staffetta a squadre.
- Europei

Varsavia 1998: oro nel pentathlon moderno individuale e bronzo staffetta a squadre.
Tampere 1999: oro nel pentathlon moderno staffetta a squadre e bronzo a squadre.
Usti nad Labem 2002: bronzo nel pentathlon moderno a squadre.
Usti nad Labem 2003: argento nel pentathlon moderno a squadre e bronzo individuale.
Albena 2004: bronzo nel pentathlon moderno a squadre.
Montepulciano 2005: argento nel pentathlon moderno a squadre.
Riga 2007: bronzo nel pentathlon moderno a squadre.
Lipsia 2009: bronzo nel pentathlon moderno staffetta a squadre.